# Камоньї
Камоньї — район (akarere) Південної провінції Руанди. Центр — місто Камоньї (відоме також як Рукома).

## Поділ
Район Камоньї поділяється на сектори (imirenge): Гасурабгенге, Карама, Каєнзі, Каюмбу, Мугіна, Мусамбіра, Нгамба, Няміяга, Нярубака, Ругаліка, Рукома та Рунда.